# ماروین نول
ماروین نول (انگلیسی: Marvin Knoll؛ زادهٔ ۵ فوریهٔ ۱۹۹۰) بازیکن فوتبال اهل آلمان است.
از باشگاه‌هایی که در آن بازی کرده‌است می‌توان به باشگاه فوتبال دینامو درسدن، باشگاه فوتبال یان رگنسبورگ، باشگاه فوتبال هرتابرلین، و باشگاه فوتبال اس‌وی زاندهاوزن اشاره کرد.
وی همچنین در تیم‌های ملی فوتبال جوانان آلمان، و جوانان آلمان، و جوانان آلمان، بازی کرده‌است.